# 凌新生
凌新生（1964年2月15日—）是一位美国华人物理学家，专攻于凝聚态物理学和超导现象。

## 生平
1964年出生于湖北武汉，1984年获得武汉大学物理系学士学位，1987年获得中国科学院大学金属研究所硕士学位，1992年获得康涅狄格大学博士学位。之后在耶鲁大学和NEC研究所进行博士后工作。1996年加入布朗大学担任教授。2004年和美国物理学家利昂·库珀创立美国首个纳米孔DNA测序技术公司NABsys, Inc，2015年在南京创建罗岛纳米科技有限公司并担任董事长。2017年5月22日创建苏州大学高等研究院并担任初代院长。

## 荣誉
1998年获得斯隆奖，2002年获得古根海姆奖，2005年被选为美国物理学会会士。